# 马克西莫夫卡河 (滨海边疆区)
马克西莫夫卡河（俄语：Река Максимовка），前称枯松河（俄语：Река Кхуцин, Река Кусун），是滨海边疆区捷尔涅伊区的河流，源起锡霍特山脉疗养山，在马克西莫夫卡村注入日本海，长103公里，流域面积2240平方公里，总落差约1200米，宽可达45米，深0.8到1米，非洪水期最深2.8米，洪水时最深达5.3米。

## 引用
1. ↑  А·П·穆拉诺夫. . 列宁格勒: 气象出版社. 1966 （俄语）.
2. ↑  . 列宁格勒: 气象出版社 （俄语）.
3. ↑  Т·А·基谢尔科瓦娅. . 列宁格勒: 气象出版社. 1977 （俄语）.
4. ↑  . Verumwiki.   [2024-01-01]. （原始内容存档于2024-01-01） （俄语）.